# エンジェル (藤井フミヤの曲)
『エンジェル』は藤井フミヤの通算4枚目のシングル。
1994年5月20日にポニーキャニオンからリリースされた。

## 概要
トヨタ「MARINO」キャンペーン・ソング。
前作『女神（エロス）』から1か月半でのシングルである。
アルバム「エンジェル」からのシングル・カット。

## 収録曲
1. エンジェル (5:48)
作詞:藤井フミヤ、作曲:小倉博和、編曲:藤原ヒロシ・KUDO・小倉博和
2. Pink Champagne (Instrumental) (4:26)
作曲:藤井フミヤ、編曲:LOVE T.K.O.&NAO
3. エンジェル (NO VOCAL EDITION) (5:46)

## 収録アルバム
- エンジェル (#1)
- STANDARD (#2)
- SINGLES (#1)